# TT208
TT208 (Theban Tomb 208) è la sigla che identifica una delle Tombe dei Nobili ubicate nell'area della cosiddetta Necropoli Tebana, sulla sponda occidentale del Nilo dinanzi alla città di Luxor, in Egitto. Destinata a sepolture di nobili e funzionari connessi alle case regnanti, specie del Nuovo Regno, l'area venne sfruttata, come necropoli, fin dall'Antico Regno e, successivamente, sino al periodo Saitico (con la XXVI dinastia) e Tolemaico.

## Titolare
TT208 era la tomba di:
| Titolare | Titolo                  | Necropoli | Dinastia/Periodo | Note                                                            |
| -------- | ----------------------- | --------- | ---------------- | --------------------------------------------------------------- |
| Roma     | Padre Divino di Amon-Ra | El-Khokha | XIX-XX dinastia  | versante nord, in alto; circa 1 m o 2 a est dell'American House |

## Biografia
Nessuna notizia biografica è ricavabile.

## La tomba
TT208 si presenta con planimetria a "T" rovesciata tipica delle sepolture del periodo; a un corridoio di accesso segue una sala trasversale; sulle pareti: (1 in planimetria), su quattro registri sovrapposti, il defunto in adorazione, processione di preti che recano vasi, persone in adorazione di divinità, scene di banchetto (2); forse provengono da questa parete blocchi crollati con un uomo e tre donne e una tavola di offerte. Su altra parete (3), su tre registri sovrapposti, brani del Libro delle Porte con il defunto e la moglie dinanzi a divinità (non identificabili); un uomo che offre alla coppia con un arpista seduto che canta e resti di processione funeraria e scene del pellegrinaggio ad Abido. Nella sala perpendicolare alla precedente, il defunto e la moglie dinanzi a divinità (4) e sulla parete di fondo (5) Ra-Horakhti seduto in uno scrigno dotato di porte e un uomo e una donna (defunto e moglie?) in adorazione il tutto sormontato da un fregio di Anubi/sciacallo.

### Annotazioni
1. ↑  La numerazione dei locali e delle pareti segue quella di Porter e Moss 1927, p. 292.
2. ↑  La prima numerazione delle tombe, dalla numero 1 alla 253, risale al 1913 con l'edizione del "Topographical Catalogue of the Private Tombs of Thebes" di Alan Gardiner e Arthur Weigall. Le tombe erano numerate in ordine di scoperta e non geografico; ugualmente in ordine cronologico di scoperta sono le tombe dalla 253 in poi.
3. ↑  I campi della Duat, ovvero l'aldilà egizio, si trovavano, secondo le credenze, proprio sulla riva occidentale del grande fiume.
4. ↑  Nella sua epoca di utilizzo, l'area era nota come "Quella di fronte al suo Signore" (con riferimento alla riva orientale, dove si trovavano le strutture dei Palazzi di residenza dei re e i templi dei principali dei) o, più semplicemente, "Occidente di Tebe".
5. ↑  le Tombe dei Nobili, benché raggruppate in un'unica area, sono di fatto distribuite su più necropoli distinte.
6. ↑  Le note, sovente di inquadramento topografico della tomba, sono tratte dal "Topographical Catalogue" di Gardiner e Weigall, ed. 1913 e fanno perciò riferimento alla situazione dell'epoca.

### Fonti
1. ↑  Gardiner e Weigall 1913.
2. ↑  Donadoni 1999,  p. 115.
3. 1 2  Gardiner e Weigall 1913, p. 34.
4. ↑  Gardiner e Weigall 1913, pp. 34-35.
5. ↑  Gardiner e Weigall 1913, p. 35.
6. 1 2  Porter e Moss 1927,  p. 306, confermata in edizione del 1970.